# 김명수 (1906년)
김명수(金命洙, 1906년 ~ 1986년 10월 12일)는 대한민국의 국회의원이었다. 제2대, 제5대 국회의원을 역임하였다.
일본 와세다 대학 중학부를 졸업하고 면장, 합천금융조합장을 역임하였다.
그의 아들이 훗날 제16대 국회의원이 된 김용균이다.

## 역대 선거 결과
|  | 25.02% |

|  | 30.65% |

|  | 10.19% |

|  | 38.16% |

|  | 22.45% |

|  | 4.86% |

## 참고 자료
- 《대한민국 의정총람》, 국회의원총람발간위원회, (1994년)
- 김명수 - 대한민국헌정회